# 烏克蘭卡 (卡姆揚斯克區)
烏克蘭卡（烏克蘭語：Українка），是烏克蘭中部第聶伯羅彼得羅夫斯克州卡姆扬斯克区克里尼奇基市镇的村落，面積1.59平方公里，海拔高度171米，2001年人口986。